# Atentatul de pe Manchester Arena (2017)
Pe 22 mai 2017, imediat după un concert susținut de cântăreața pop Ariana Grande, un britanic de origine libiană în vârstă de 22 de ani, identificat mai târziu de polițiști ca Salman Abedi, a detonat un dispozitiv explozibil improvizat pe Manchester Arena din orașul omonim. Explozia a ucis 23 de oameni, inclusiv autorul atentatului, și a rănit alți 119. Anchetatorii încearcă să determine dacă atacul se încadrează în terorismul de tip „lup singuratic” sau dacă autorul făcea parte dintr-o rețea teroristă.Însă ISIS a revendicat atacul.

## Desfășurarea atacului
Pe 22 mai 2017, la ora locală 22:33, un atentator sinucigaș a detonat un dispozitiv explozibil improvizat conținând cuie și șuruburi în zona foaierului Manchester Arena din Manchester, Anglia. Atacul a avut loc la câteva minute după încheierea unui concert susținut de cântăreața americană Ariana Grande ca parte a turneului mondial Dangerous Woman Tour. 21.000 de oameni, în marea lor majoritate adolescenți și tineri, au luat parte la concert. Cântăreața nu a fost rănită în atac. La momentul exploziei, mulți dintre spectatori se aflau în foaierul care face legătura între arenă și gara principală din Manchester. Deflagrația a stârnit panică generală.
Imagini de pe camerele de supraveghere arată că atacul a fost intenționat și că bomba era ascunsă într-o geantă.

### Urmări
60 de ambulanțe au fost trimise la fața locului și au dus răniții la opt spitale din oraș. Un număr de 400 de polițiști au fost detașați peste noapte pe străzile din Manchester. Localnicii și companiile de taxi au oferit transport și cazare gratuite prin Twitter celor rămași la concert. În panica care s-a creat după explozie, unii părinți au fost separați de copiii lor. Un hotel din apropiere a funcționat ca adăpost pentru copiii rătăciți în explozie, iar părinții acestora au fost ghidați de oficialități spre astfel de adăposturi.
Stația Victoria, care se află parțial sub arenă, a fost evacuată și închisă, iar serviciile anulate. Centrele Trafford și Arndale, două mall-uri importante din Manchester, au fost, de asemenea, evacuate după descoperirea unor bagaje suspecte.
După o întâlnire cu șeful poliției din Manchester, Ian Hopkins, în cadrul Comitetului pentru Contingențe Civile, prim-ministrul Theresa May a anunțat că nivelul de alertă teroristă în Marea Britanie a fost ridicat la „critic”, cel mai înalt nivel. Mai mult, a fost activată pentru prima dată Operațiunea Temperer, autorizând ca până la 5.100 de soldați să înlocuiască poliția înarmată în apărarea unor părți ale țării.

## Victime
| Naționalitate  | Morți | Răniți | Ref.          |
| -------------- | ----- | ------ | ------------- |
| Marea Britanie | 20    | 8      |               |
| Polonia        | 2     | 1      | [ 16 ] [ 17 ] |

Potrivit poliției din Manchester, 23 de oameni, inclusiv atentatorul, au fost uciși în explozie. 59 au fost transportați la spitalele din oraș. Alți 60 de oameni au fost tratați de paramedici la fața locului pentru răni minore. Cea mai mică dintre persoanele ucise în explozie avea opt ani. Dintre răniți, 12 sunt copii cu vârsta mai mică de 16 ani. Printre supraviețuitori se află soția și cele două fiice ale antrenorului echipei Manchester City, Pep Guardiola.

## Autorul atacului
Atentatorul a fost identificat de autorități ca Salman Ramadan Abedi, un cetățean britanic în vârstă de 22 de ani. S-a născut în Manchester, pe 31 decembrie 1994, fiind al treilea din patru copii ai unei familii de refugiați libieni care a fugit de regimul lui Muammar Gaddafi și s-a stabilit în sudul metropolei engleze. A copilărit în zona Whalley Range și a locuit în Fallowfield, o suburbie din sudul Manchesterului. Salman și fratele lui, Ismael, participau la slujbele oficiate în Moscheea Didsbury. Tatăl lor, un agent de securitate, era cunoscut oamenilor care treceau pragul moscheii.
În 2014, Abedi a devenit student al Universității din Salford la specializarea Administrarea Afacerilor, dar a renunțat. Părinții lui, ambii născuți în Tripoli, s-au întors în Libia în 2011, imediat după căderea regimului Gaddafi, în timp ce Abedi a rămas în Marea Britanie. Abedi a lucrat la o brutărie, iar prietenii și-l amintesc ca un fotbalist priceput și un consumator de cannabis. A fost implicat în bande și mai târziu în islamul radical. Abedi părea un copil singuratic și rezervat, potrivit unei declarații a prietenului său din copilărie, Akram Ben Ramadan. Ramadan observase că Abedi a început să se îmbrace „în mod islamic”, purtând o haină lungă și crescându-și barba. Înainte de a comite atacul, Abedi a călătorit în Siria și Libia.